# Tony Manero (film)
Pour le personnage de fiction, voir Tony Manero
Pour plus de détails, voir Fiche technique et Distribution.
Tony Manero est un film chilien réalisé par Pablo Larraín, sorti en 2008.
Le film a pour principaux interprètes Alfredo Castro, Amparo Noguera et Hector Morales.

## Synopsis
En 1979, dans le Chili de Pinochet, un minable fan de La Fièvre du samedi soir est prêt à tout pour remporter un concours de sosies de Tony Manero organisé par la télévision.

## Distribution
- Alfredo Castro : Raúl Peralta
- Paola Lattus
- Héctor Morales
- Amparo Noguera
- Elsa Poblete